# Афонсу Длакама
Афонсу Марсет Макашу Длакама (порт. Afonso Marceta Macacho Dhlakama; нар. 1 січня 1953, Мангунде, Софала) — політик Мозамбіку, у 1977—1979 роках боєць і польовий командир, з 1979 року — лідер антикомуністичного руху Мозамбіцький національний опір. Активний учасник громадянської війни в Мозамбіку. Чотириразовий кандидат у президенти Мозамбіку від правої консервативної опозиції. Нині — лідер партії РЕНАМО.